# Margny (Marne)
Margny é uma comuna francesa na região administrativa do Grande Leste, no departamento de Marne. Estende-se por uma área de 10.53 km², e possui 125 habitantes, segundo o censo de 2018, com uma densidade de 12 hab/km².